# NGC 3955
NGC 3955 (również PGC 37320) – galaktyka spiralna (S0-a), znajdująca się w gwiazdozbiorze Pucharu. Odkrył ją William Herschel 21 grudnia 1786 roku.